# 크라이스트처치 식물원

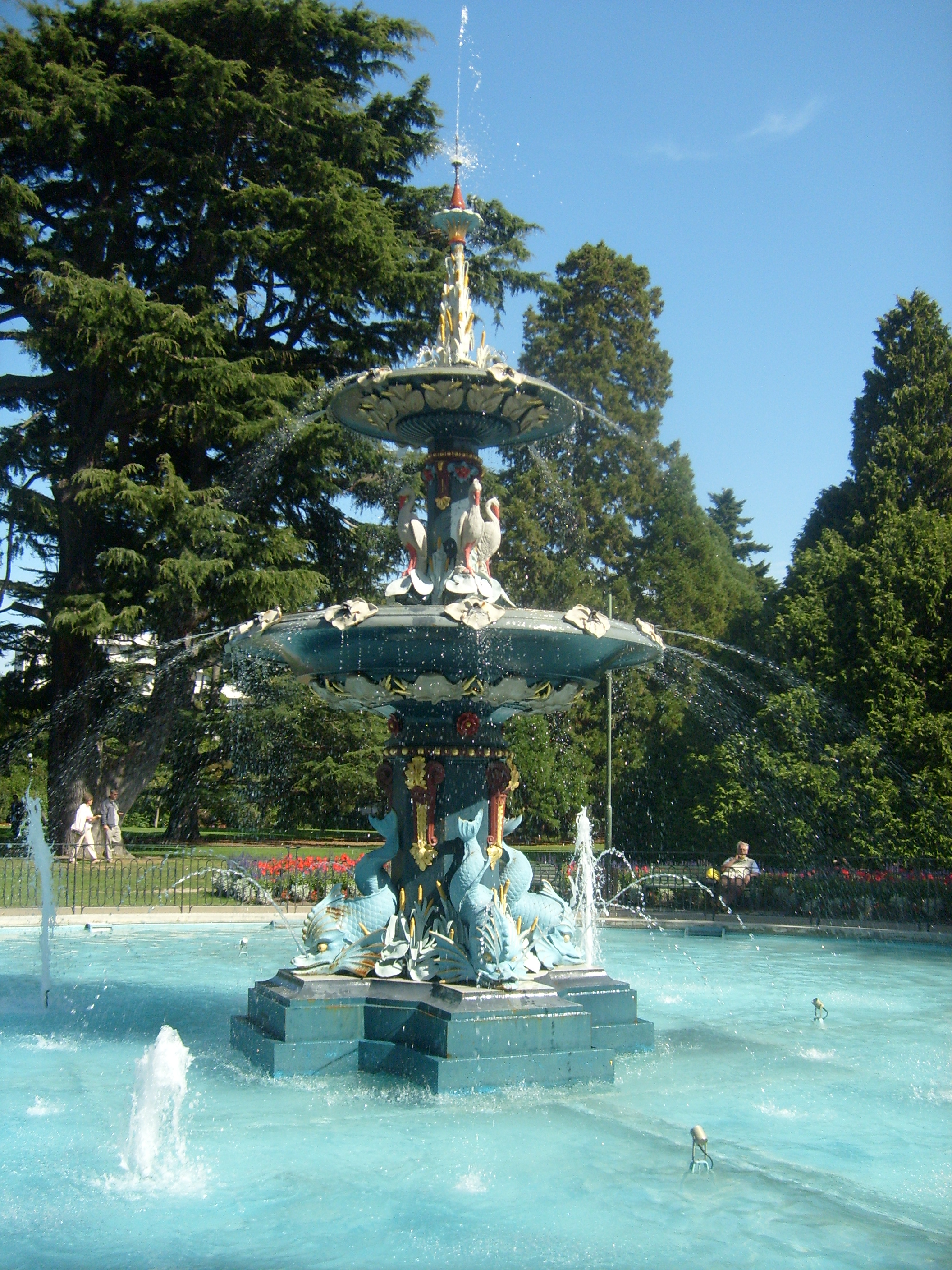
크라이스트처치 식물원의 분수

크라이스트처치 식물원(Christchurch Botanic Gardens)은 뉴질랜드 남섬 크라이스트처치에 있는 식물원이다.

## 개요
1863년 개원했다. 영국의 앨버트 에드워드 왕자와 덴마크의 알렉산드라 공주의 결혼을 축하하기 위해 잉글랜드 오크를 심었던 것이 이 식물원의 시작이다. 습지 사구였던 토지를 정비하고, 약 30헥타르의 부지가 있는 식물원을 조경했다. 해글리 공원에 인접해 있으며, 식물원 안에 에이번강이 흐른다. 뉴질랜드 고유 식물과 해외에서 식물을 맞추어, 1만 종 이상의 식물을 수집하여 전시하고 있다. 원내는 250개 이상의 장미를 모은 장미 정원 외에도 허브 정원, 온실, 정원 등이 있다. 인접한 해글리 공원에 있는 희귀 조류나 수목도 관찰, 보전 된다. 1906년 존 피콕 백작이 기증한 분수는 복구를 거쳐 1997년 로루스톤 애비뉴 쪽 입구로 다시 설치되어 있고 식물원을 상징하는 기념 건축물이 되었다.
입장료는 무료이며, 식물원 내를 도는 가이드 투어는 유료이다. 해글리 공원, 캔터버리 박물관과 맞붙이 있으며, 크라이스트처치 아트 센터 맞은 편에 위치한다.